# Lomaria plumieri
Lomaria plumieri là một loài thực vật có mạch trong họ Blechnaceae. Loài này được Desv. mô tả khoa học đầu tiên năm 1811.